# Robert Garnier

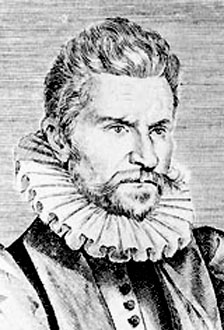
Robert Garnier

Robert Garnier (* 1544 in La Ferté-Bernard; † 20. September 1590 in Le Mans) war ein französischer Jurist und Autor. Seine moralisch und politisch erzieherisch intendierten Stücke verarbeiten in rhetorisch anspruchsvollen Alexandrinern überwiegend antike Vorlagen und gelten als Höhepunkt des Humanistentheaters in Frankreich.

## Leben und Schaffen
Garnier studierte Jura in Toulouse, wo er sich auch literarisch zu betätigen begann. Er schrieb zunächst Lyrik im Stil der Pléiade-Schule; sein Gedichtband Plaintes amoureuses de Garnier von 1565 scheint jedoch verloren. 1564 und 1566 erhielt er Jahrespreise der Toulouser Académie des Jeux floraux (A. der Blumenspiele) für zwei längere Gedichte, in denen er die 1562 ausgebrochenen Bürgerkriege zwischen Katholiken und Protestanten beklagt und, aus einer katholischen Perspektive, die Rückkehr von Frieden und Ordnung herbeiwünscht. 1565 betätigte er sich anlässlich eines Besuchs des jungen Königs Karl IX. in Toulouse als Texter von Grußinschriften und Autor dreier Begrüßungssonette.
1567 erhielt er die Zulassung als Anwalt am Parlement von Paris, wo er sich mit der königstreuen Hymne de la monarchie einführte. 1569 wurde er hochrangiger Richter in Le Mans und 1586 schließlich Mitglied des Staatsrats unter König Heinrich III. Er war damit ein typischer Vertreter der neu entstehenden Schicht des Amtsadels („noblesse de robe“) zwischen Bürgertum und Adel, aus der in den nächsten 200 Jahren noch viele Autoren hervorgingen.
Zwischen 1569 und 1583 verfasste Garnier acht Stücke, deren Handlungen zwar auf vorgegebenen Stoffen beruhen und in mehr oder weniger ferner Vergangenheit spielen, jedoch im Hinblick auf die eigene Zeit, d. h. die Wirren der Religionskriege, aktualisiert sind.
Die ersten sechs Stücke waren Tragödien und inspirierten sich an den antiken griechischen bzw. römischen Autoren Euripides und Seneca: Porcie (1568), Hippolyte (1573), Cornélie (1574), Marc-Antoine (1578), La Troade (1579) und Antigone (1580).
1582, in einer kurzen Zeit des Friedens, verfasste Garnier das optimistischer wirkende Liebesdrama Bradamante, das eine Episode aus Ariostos Versepos Orlando furioso verarbeitet. Es führte zugleich die Gattung Tragikomödie in Frankreich ein und war das erste und für lange Zeit letzte französische Stück, dessen Handlung im Mittelalter spielt.
Das wohl beste und jedenfalls erfolgreichste Stück Garniers war sein letztes: die Tragödie Les Juives (Die Jüdinnen, 1583). Es nimmt seinen Stoff aus der Bibel und handelt von der grausamen Bestrafung des aufständischen jüdischen Königs Sedecias durch den Eroberer Nebukadnezar. Es verweist hiermit auf die grausam niedergeschlagenen Aufstände der französischen Protestanten gegen die katholisch gebliebenen Könige während der Religionskriege (deren Ende 1598 der Autor nicht mehr erlebte).
Obwohl heute kaum mehr bekannt, gilt Garnier als der bedeutendste französische Dramatiker des 16. Jh. Mit seiner Anlehnung an antike Stoffe und die antike Form der Tragödie folgte er, wie vorher schon sein älterer Kollege Étienne Jodelle, einer aus Italien gekommenen Mode sowie den Lehren der Pléiade-Gruppe, wie sie z. B. 1549 von Joachim Du Bellay formuliert worden waren. Nicht zuletzt dank Garnier wurden in der Antike spielende Stücke eine Selbstverständlichkeit im französischen Theater. Sein Marc-Antoine wurde von Pierre Corneille für La Mort de César und Hippolyte von Jean Racine für Phèdre als Inspirationsquelle benutzt.
Garniers Gattin (seit 1573) Françoise Hubert war zu ihrer Zeit eine geschätzte Dichterin.

## Werke
- 8 Theaterstücke nach der Ausgabe Paris 1585 neu hrsg. in 4 Bänden von W. Förster, Heilbronn 1885.

(Im Einzelnen: Porcie, 1568; Hippolyte, 1573; Cornélie, 1574; Marc-Antoine, 1578; La Troade, 1579; Antigone, 1580; Les Juives, 1583; Bradamante, 1582)
- Plaintes amoureuses (Toulouse 1565, verloren);
- Hymne de la monarchie (Paris 1567);
- Élégie sur le trépas de Ronsard;
- Le tombeau de messire Desportes